# Claudia Pirán
Claudia Pirán (San Juan, 9 de octubre de 1972 -San Juan, 8 de noviembre de 2023) fue una cantante y activista provida Argentina de folclore argentino.

## Biografía
Comienza su carrera en agosto de 1997. En octubre gana la Final del Pre-Cosquín 1998, quedando como representante por San Juan en el rubro Solista Vocal Femenino de Folclore. Esto la habilitó para participar en la Provincia de Córdoba, obteniendo Mención Especial en el Festival de Cosquín en 1998. En aquella oportunidad, obtuvo gran reconocimiento del público[cita requerida], tanto en el Escenario Mayor como en las distintas Peñas que se realizan todos los años en forma paralela al festival.
En la provincia de San Juan ha sido invitada a los escenarios como la Fiesta Nacional del Sol, en la que participó junto a Alberto Plaza, Peteco Carabajal y Jairo, entre otros.
El 8 de noviembre de 1998 realiza su primer recital en la prestigiosa Sala "Auditórium Juan Victoria" de San Juan, quedando cubierta su capacidad, de 900 personas.
Fue seleccionada para participar en los "Espectáculos Callejeros", que Organiza la Comisión de Folclore de la ciudad de Cosquín, para el Festival de Cosquín 2000, obteniendo el premio de Revelación de Espectáculos Callejeros Cosquín 2000.
Ha sido nombrada por su destacada carrera, a través de un decreto, por la Subsecretaría de Cultura y Turismo de la Provincia de San Juan, como de "Interés Cultural y Provincial" [cita requerida]
Recientemente se ha realizado un Homenaje a su trayectoria en la ciudad de San Juan, a cargo de otros artistas del medio y bajo la organización de la municipalidad de la Ciudad de San Juan.
A fines del mes de junio de 2000 fue invitada a participar en el encuentro organizado por la municipalidad de la Ciudad de Buenos Aires y el BAM (Buenos Aires Música), denominado Músicas de Provincia, que se desarrolló en el Centro Cultural San Martín.
El diario La Nación la reconoce entre las nuevas voces del folclore Nacional. Siendo también publicada una crítica muy positiva a su trabajo discográfico. Además de incluirla dentro de las voces más destacadas de los últimos tiempos.
En el desarrollo del Festival de Cosquín 2002, no sólo estuvo en horario televisivo, sino, que además, fue contratapa de la sección espectáculos del diario Clarín, además del reconocimiento de Página/12, como la nueva voz femenina del folclore nacional, asimismo lo destacaban el diario La Voz del Interior, la difusora radial Cadena 3, y destacados medios de todo el país. En la décima luna de este Festival, son invitados por Los Nocheros a compartir el escenario mayor de Cosquín. Esta fue la segunda vez que Claudia y sus músicos actúan en el festival.

## Activismo
El 15 de mayo de 2018 Claudia Pirán asistió a la décima jornada de debate por la legalización del Aborto en Argentina representando a la Fundación “Ayudarte” de San Juan en el 10.º plenario de comisiones del Congreso de la Nación. 

## Muerte
Falleció el 8 de noviembre de 2023 a los 51 años, tras permanecer internada a causa de una hipercalcemia.

## Discografía
- 1998, Claudia Pirán En Vivo
- 2002, La Mirada De Mi Alma
- 2004, Hay Un Pueblo, Mi Pueblo
- 2006, Consagración Cosquín
- 2008, Pasaje Al Corazón